# Kombat

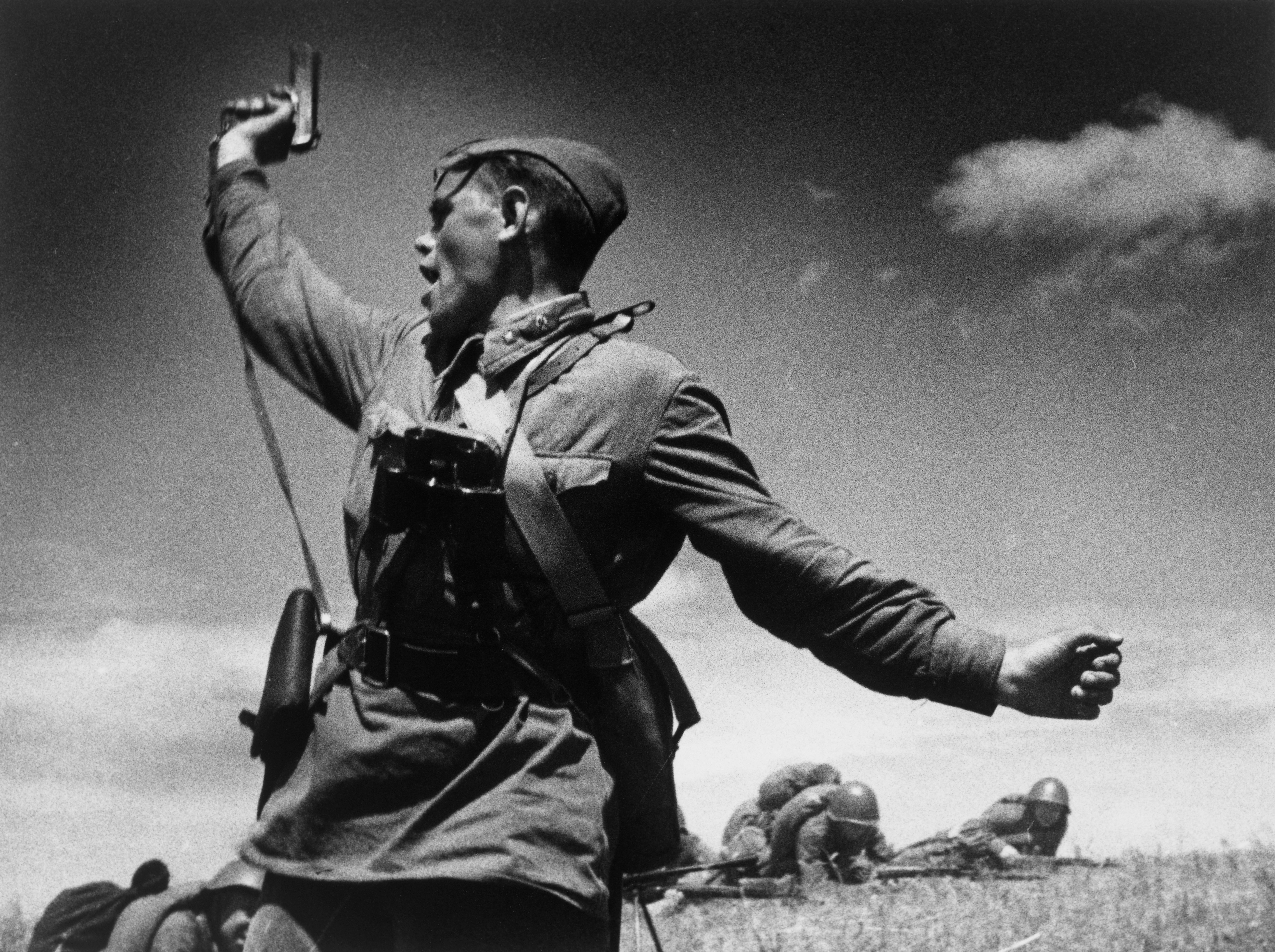
Max Alpert: Kombat, 12. července 1942 (archiv RIA Novosti)

Kombat (složenina ruských slov командир батальона, komandir bataljona, „velitel praporu“ – hodnost odpovídala majorovi či podplukovníkovi) je název známého snímku sovětského fotografa Maxe Alperta z druhé světové války. 
Na snímku je pravděpodobně velitel praporu, mladší politruk Alexej Jeremenko, několik minut před vlastní smrtí, jak velí do útoku zdviženou paží s pistolí TT-33 v ruce, na frontě ve Vorošilovgradské oblasti. Autor fotografii pořídil 12. července 1942 a je považována za symbol Velké vlastenecké války. Dnes je součástí archivu zpravodajské agentury RIA Novosti.

## Autorská historie snímku
Fotografie byla pořízena 12. července 1942 v Luhanské oblasti, v oblasti vojenských operací, ve které 220. pěší pluk 4. pěší divize, v té době součástí Rudé armády, vedl krvavé obranné bitvy proti drtivé převaze nepřítele. Fotografie byla pořízena na poli u obce Chorošeje v Slovjanoserbské oblasti mezi řekami Lugaň a Lozovaja.
Fotograf zaujal pozici v zákopech těsně před obrannou linií. Ve chvíli, kdy nacisté zahájili útok, začaly nálety a dělostřelecké bombardování. Alpert zahlédl vyběhnuvšího důstojníka a hned jej vyfotografoval. V ten samý okamžik však střepina rozbila objektiv fotoaparátu. Korespondent si v tu chvíli pomyslel, že film byl nenávratně ztracen. Zatímco manipuloval s poškozeným aparátem ve svém okopu, chvíli sledoval situaci a přitom zaslechl jak někdo řekl: Zabili velitele praporu! (Kombata ubili!) Jméno a totožnost osoby zůstala pro autora neznámá, ale slova, která slyšel, jej inspirovala k pojmenování snímku.

## Pokus o zjištění totožnosti
Autor obdržel mnoho dopisů od různých lidí, kteří na ní poznali svého velitele. Jeden veterán z války na této fotografii poznal dokonce sám sebe.
Začátkem 70. let se pokoušeli identifikovat vojáka novináři magazínu Komsomolskaja pravda s členy Luhanské regionální mládežnické organizace „Molodogvardějec“ (rusky Молодогвардеец). Údajně našli rodáka z obce Prosjanaja, z Vasilkovské oblasti Dněpropetrovského kraje, jménem Alexej Gordějevič Jeremenko – byl to mladý politruk  220. pěšího pluku čtvrté pěší divize.

## Odkaz
Fotografie dala podnět ke vzniku dalších děl:
- V blízkosti dálnice Luhansk–Doněck u Slovjanoserbsku je památník velitele praporu, který líčí příběh z fotografie
- Obrázek založený na fotografii je znakem Doněcké vyšší vojenské politické školy
- Obrázek byl použit na poštovní známce Konžské republiky v roce 1985[3]
- Stejný obraz se nachází na zadní straně desetirublovky z roku 2000

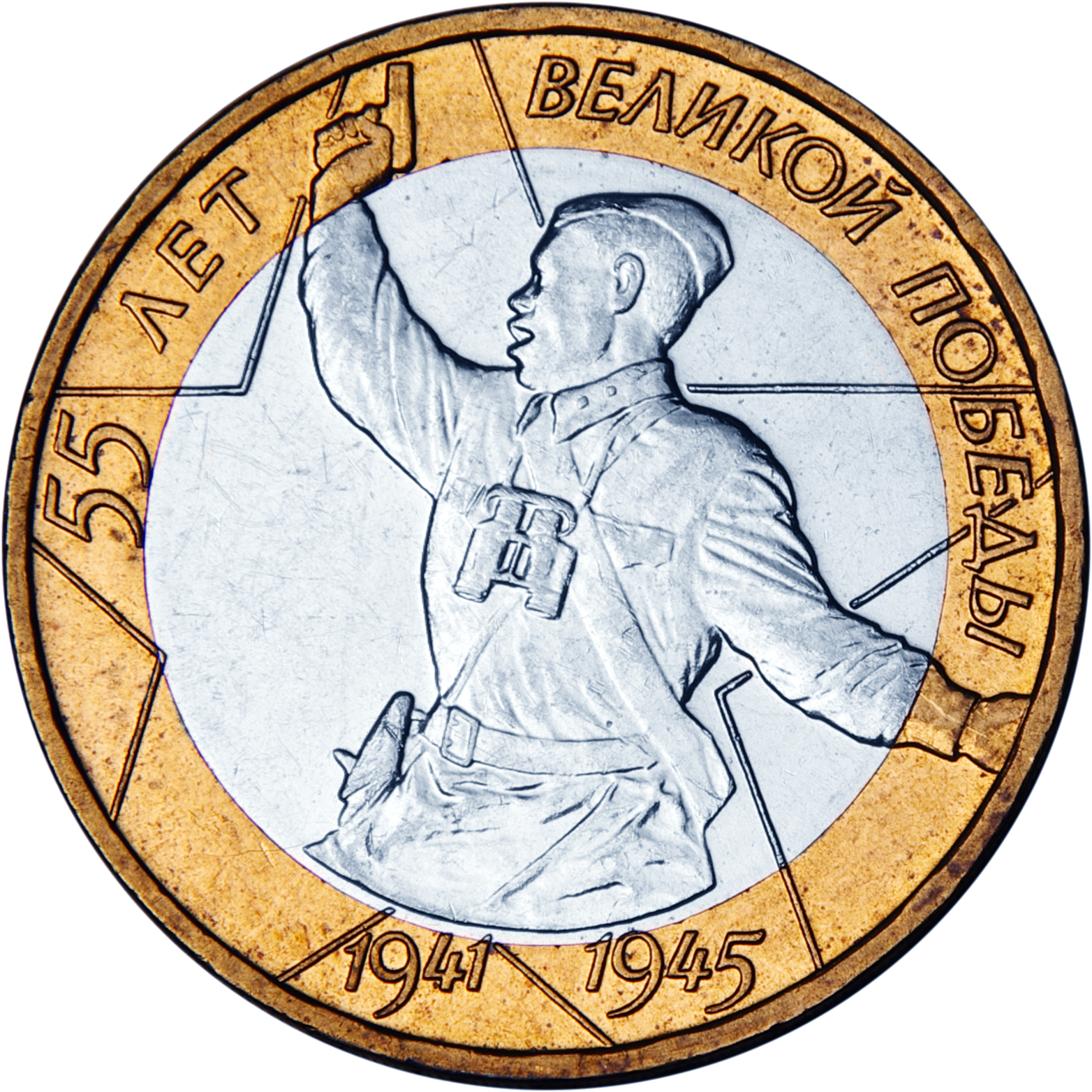
Zadní strana desetirublovky z roku 2000
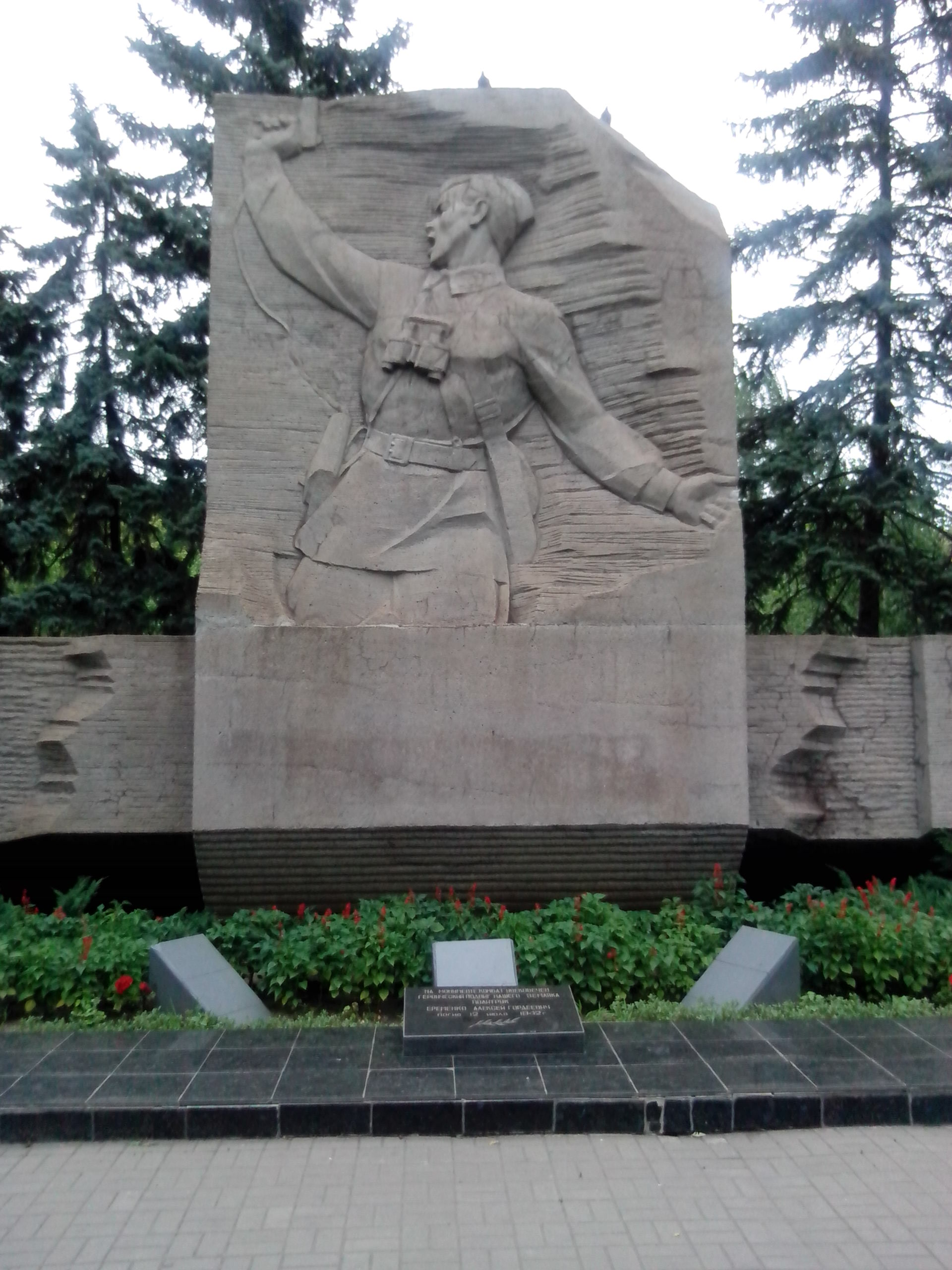
Basreliéf na Vítězné ulici, Záporoží, Ukrajina
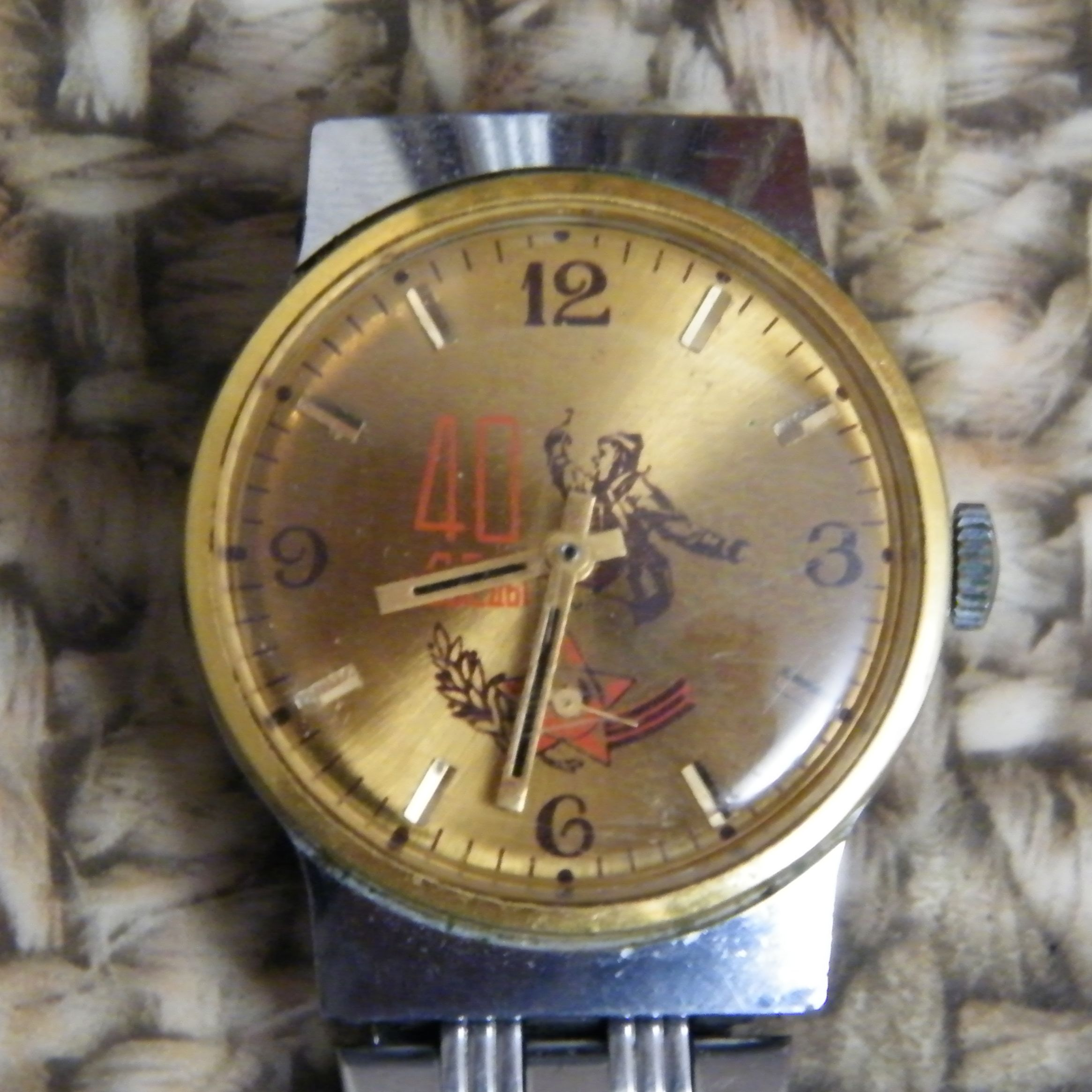
Pamětní náramkové hodinky Poběda vydané k 40. výročí vítězství, 1985
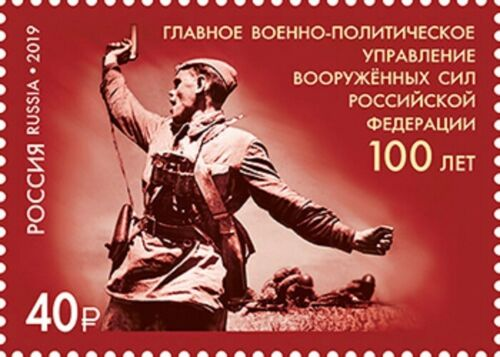
Poštovní známka z roku 2019